# Ebenheit (Technik)

Ebenheit, Zeichen nach ISO 2768-2

Ebenheit ist die Angabe über die Formtoleranz, in der sich eine erzeugte ebene Fläche (z. B. durch Fräsen, Schleifen oder Planieren) befinden muss. Die Toleranzgrenzen ergeben sich durch zwei gedachte Flächen, parallel zur ideal erzeugten Fläche. Wenn die real erzeugte Fläche durch die eine der parallelen Flächen durchsticht, ist die Toleranz überschritten.
Das Sinnbild hierfür in der Technik ist ein Parallelogramm.